# ヤイルィム・ベルディエフ

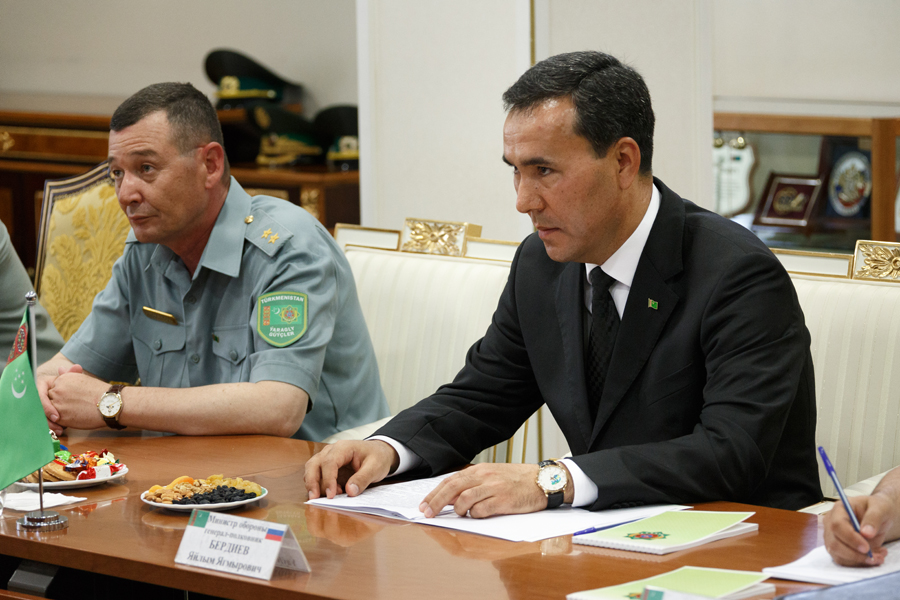

ヤイルィム・ベルディエフ （1972年 - ）は、トルクメニスタンの政治家、軍人、チェキスト。国防相兼国家安全保障会議書記。

## 経歴
アハル州バハルルィ村出身。1994年、機械技師専攻でトルクメン農業大学を卒業。大学卒業後、軍に召集され、1995年、セルダル市のATK-3007の組立工として働く。
1995年～2003年、国家保安委員会アハル州局勤務、国家保安省第2課の先任作戦係。2003年～2006年、国家外国市民登録庁の課先任監察官、同庁アシハバード市局副局長、同庁副長官。2006年12月1日～2007年、国家外国市民登録庁長官、大統領府法保護・軍事機関活動分析課主任。2007年～2008年、国家外国市民登録庁長官。2008年5月~6月、国家移民庁長官。
2008年6月19日～2009年1月21日、国家関税庁長官。
2009年1月21日、国防相兼国家安全保障会議書記に任命。